# James DeBello
James DeBello est un acteur américain né le 9 juin 1980 à Hartford, Connecticut (États-Unis).

## Filmographie
- 1997 : Urgences : Danny Seeff (1 épisode)
- 1997 : Sports Theater with Shaquille O'Neal : Ryan Hull (1 épisode)
- 1999 : Here Lies Lonely : Kenny
- 1999 : American 60's (The '60s) (1 épisode) O'Doud
- 1999 : American Pie de Paul et Chris Weitz : Enthusiastic Guy
- 1999 : Detroit Rock City : Trip Hurudie
- 2000 : Crime + Punishment (Crime and Punishment in Suburbia) : Jimmy
- 2000 : 100 Girls : Rod
- 2001 : Scary Movie 2 : Tommy
- 2001 : Going Greek : Angry Pledgee
- 2002 : My Guide to Becoming a Rock Star (série TV) : Danny Whitaker
- 2002 : L'Obsédée (Swimfan) : Christopher Dante
- 2002 : Cabin Fever : Bert
- 2002 : Nightstalker : L'officier de police
- 2003 : National Lampoon Presents Dorm Daze : Cliff Richards
- 2004 : The Hillz : Craig
- 2005 : Pledge of Allegiance : The rocker
- 2005 : National Lampoon's Adam & Eve (en) : Coffee Shop Employee
- 2006 : Steel City : Danny
- 2006 : American Dad! : A.J. (1 épisode)
- 2006 : National Lampoon Presents Dorm Daze 2 : Cliff Richards
- 2006 : The Bliss : Jackson
- 2007 : Kush : Animal
- 2007 : After Sex : Bob
- 2008 : Ghouls : Thomas
- 2009 : No Time to Fear : Jake
- 2009 : Transylmania : Cliff
- 2010 : The Penthouse : Heath
- 2010 : 10 Years Later : Garrett Hoss
- 2011 : The FP : Beat Box Busta Bill
- 2011 : Cornered : David
- 2011 : Tomorrow's End : Ray
- 2012 : Charm : Carl
- 2016 : The Duke : Le parieur